# 7109 Heine
A 7109 Heine (ideiglenes jelöléssel 1983 RT4) a Naprendszer kisbolygóövében található aszteroida. Ljudmila Georgijevna Karacskina fedezte fel 1983. szeptember 1-én.